# Slaget vid Cable Street
Slaget vid Cable Street var en viktig milstolpe för den brittiska arbetarrörelsen under 1930-talet. 
I England fanns vid denna tid den växande organisationen British Union of Fascists (BUF), även kallade svartskjortor på grund av sin uniform. Deras ledare var sir Oswald Mosley.
Den 4 oktober 1936 hade fascisterna under Mosley planerat att marschera från Royal Mint Street genom East End i London. Fascisterna hade marscherat genom East End tidigare, och detta hade uppfattats som ren provokation eftersom området beboddes av socialistiskt sinnade arbetare och judar. När marschen startade stötte fascisterna snart på motstånd från kommunister, fackföreningar och Labourpartiet. Bakslaget för de brittiska fascisterna denna dag visade sig vara en vändpunkt, efter vilken dess styrka snabbt minskade. Samtidigt utgjorde det ett symboliskt viktigt enande av arbetarrörelsen.

## Slaget vid Cable Street i populärkultur
Folkpunkbandet The Men They Couldn't Hang sjöng om händelsen i sången The Ghosts of Cable Street som fanns med på albumet How Green Is The Valley 1985. Händelsen nämns också i en sång av Billy Bragg, The Battle of Barking, från albumet Fight Songs 2011.
Ken Follett återberättar Slaget vid Cable Street i sin roman Winter of the World (2012, svensk titel Världens vinter), genom att låta hans protagonist Lloyd Williams vara en av dem som organiserar motståndet mot Mosley.